# Mí černovlasí bratři
Mí černovlasí bratři je kniha Ladislava Fukse vydaná v roce 1964, rok po úspěšném Panu Theodoru Mundstockovi. Je souborem povídek vyprávějících o chlapci Michaelovi, který zažívá hrůzy nacistické zvůle, jež jej připraví o židovské kamarády.
Děj knihy se odehrává na přelomu 30. a 40. let, chlapci jsou zprvu bezstarostní a plní elánu, těší se na dobrodružství, která prožijí ap., nacisté však jejich plány utnou a na konci knihy zůstává Michael sám. Symbolem zla a kontrastem k nevinným dětským duším je tu postava agresivního psychopatického učitele zeměpisu, jiné záporné postavy Fuks nezmiňuje. Nedozvídáme se tedy nic o válečných hrůzách, faktech, protektorátu; autor se až úzkostlivě vyhýbá jakýmkoliv konkrétním údajům, vše nechává na čtenáři – pokud si je domyslet chce, jistě si kontext dohledá, pokud ne, může se oddat pouze symbolům, náznakům a lyrické metaforičnosti, kterou autor skutečně nešetří.
Leitmotivem knihy, který výjimečně vystihuje i její celkové vyznění je sousloví „Smutek je žlutý a šesticípý jako Davidova hvězda.“
Na povídky volně navazuje kniha Variace na temnou strunu, kterou autor vydal o pár let později.